# Állati ostorosok
Az állati ostorosok olyan heterotróf protozoon egysejtűek gyűjtőneve (tehát nem valós rendszertani kategória), melyeknek nincsenek színtesteik, testük hosszúkás és ostorral mozognak, melynek száma lehet 1, 2 vagy több. Némelyik állábakkal is rendelkezik.

## Rendszerezés
Korábban az állati ostorosokat (Zoomastigophora) az állatok országának, azon belül az egyfélemagvúak (Plasmodroma) törzsének külön osztályaként tartották számon. Négy rendjüket különböztették meg:
- Ősostorosok (Protomastigina) rendje
- Sokostorosok (Polymastigina) rendje
- Kétszájúak (Distomatina) rendje
- Lábas ostorosok (Rhizomonadina) rendje

Az állati ostorosokat később már nem az állatok, hanem a protiszták országába sorolták. Ekkor már nem kezelték egységes osztályként, hanem a protiszták különböző törzseiben helyezték el őket.
A legmodernebb rendszertanok nem fogadják el a protiszták országát taxonként, így az állati ostorosok különböző csoportjait ma az eukarióták újonnan megnevezett országaiba és országba be nem sorolt törzseibe sorolják.